# 한성이발소
"한성이발소"(Barbershop)는 한국에서 제작된 송현정 감독의 2008년 드라마 영화이다. 엄만석 등이 주연으로 출연하였고 이인정 등이 제작에 참여하였다.

## 출연

### 주연
- 엄만석
- 백흥인
- 정지선

## 기타
- 조명: 김희재
- 조감독: 박미숙
- 녹음: 김정숙
- 믹싱: 김수진
- 미술: 심이나
- 미술: 류윤